# Gestapo française de la rue Lauriston
Pour le service militaire, voir Division statistiques et protection du personnel de la Légion étrangère.

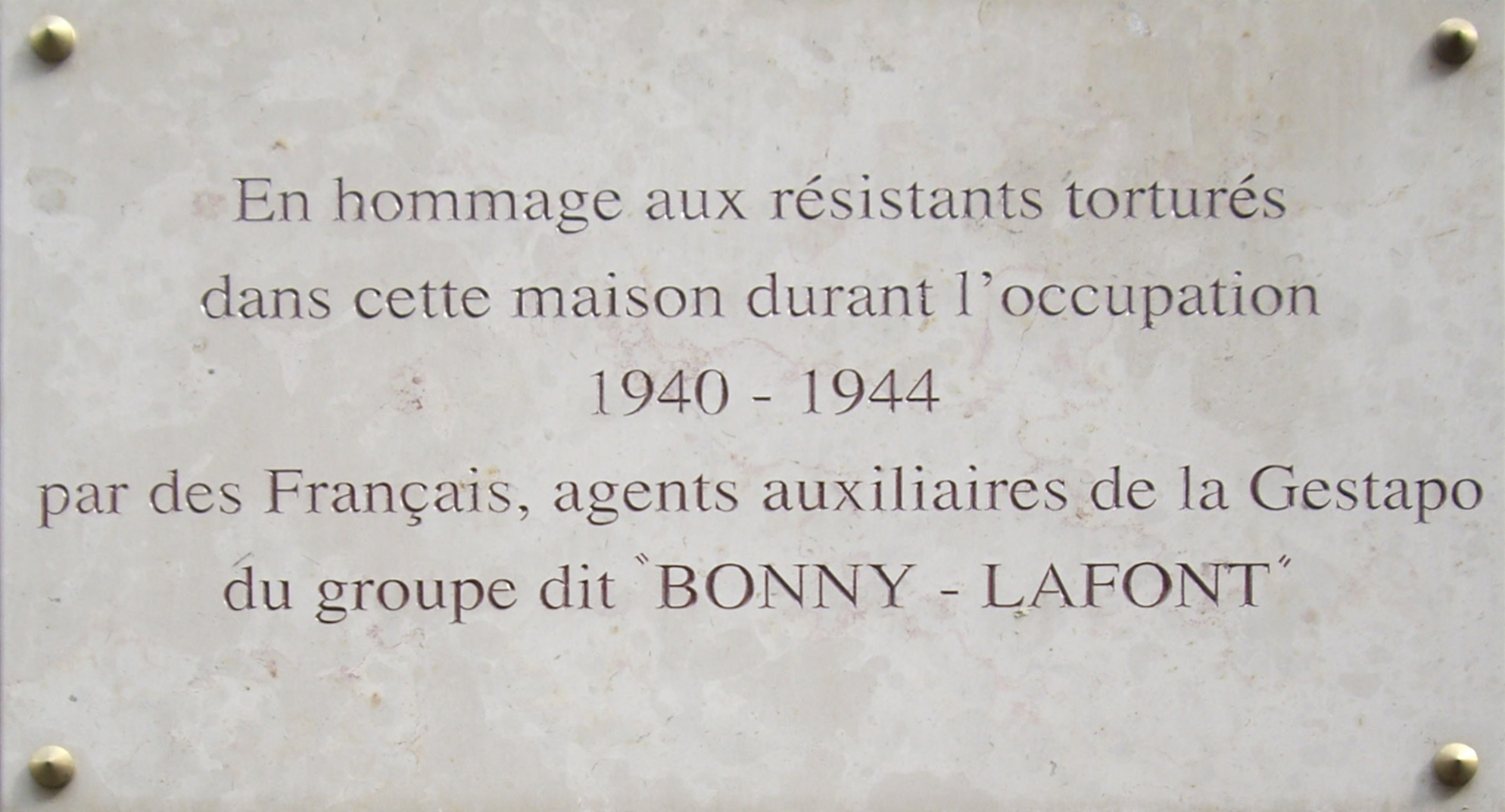
Plaque commémorative, rue Lauriston, en hommage aux victimes de la Gestapo française.

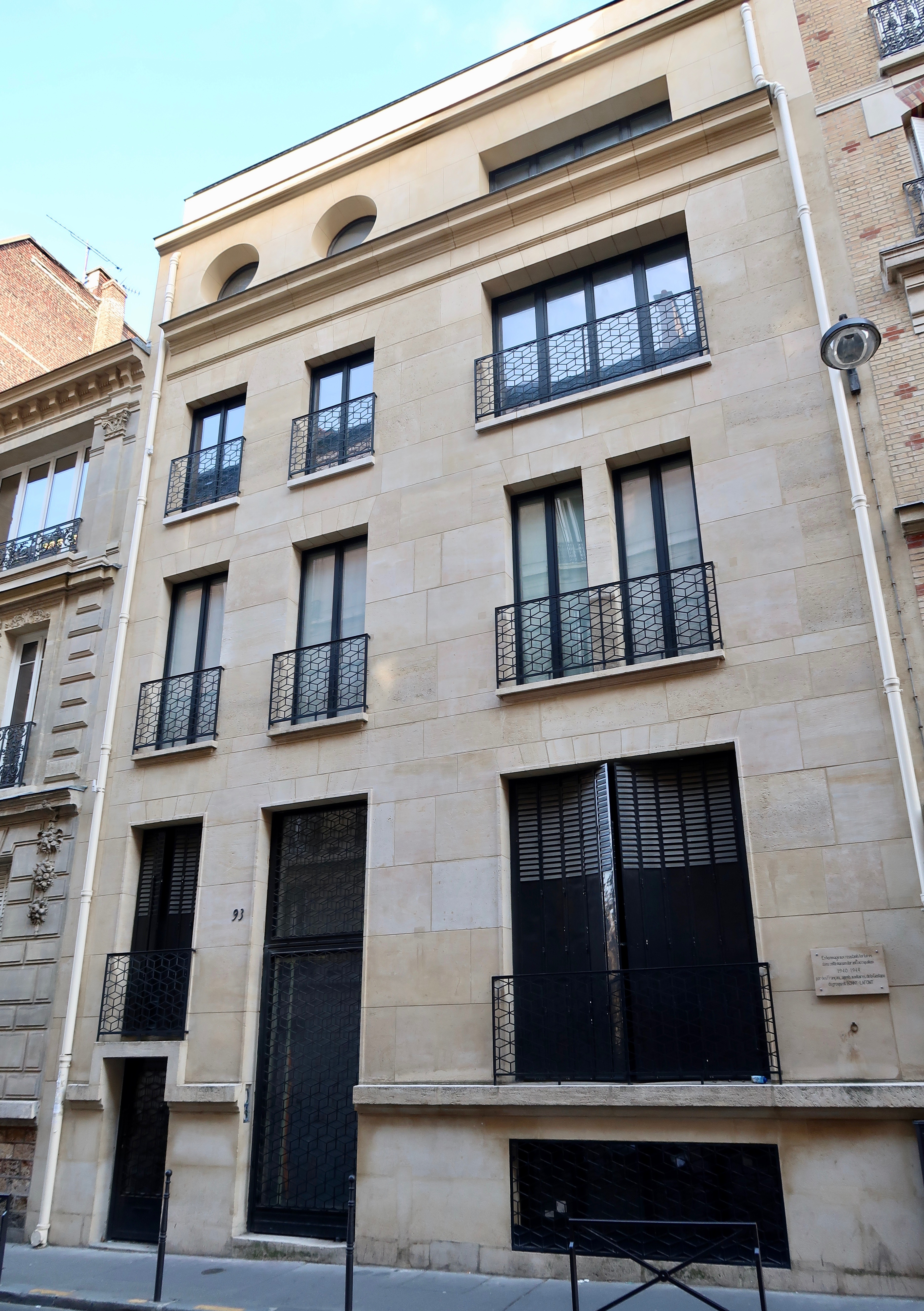
Immeuble 93 rue Lauriston.

La Gestapo française de la rue Lauriston, ou la Carlingue, est le nom donné à l'une des officines de la Gestapo française, installée au 93, rue Lauriston dans le 16e arrondissement de Paris entre 1941 et 1944, durant l'occupation du pays par les forces armées du IIIe Reich, et responsable de nombreuses exactions sous la direction d'Henri Lafont et de Pierre Bonny.

## Historique

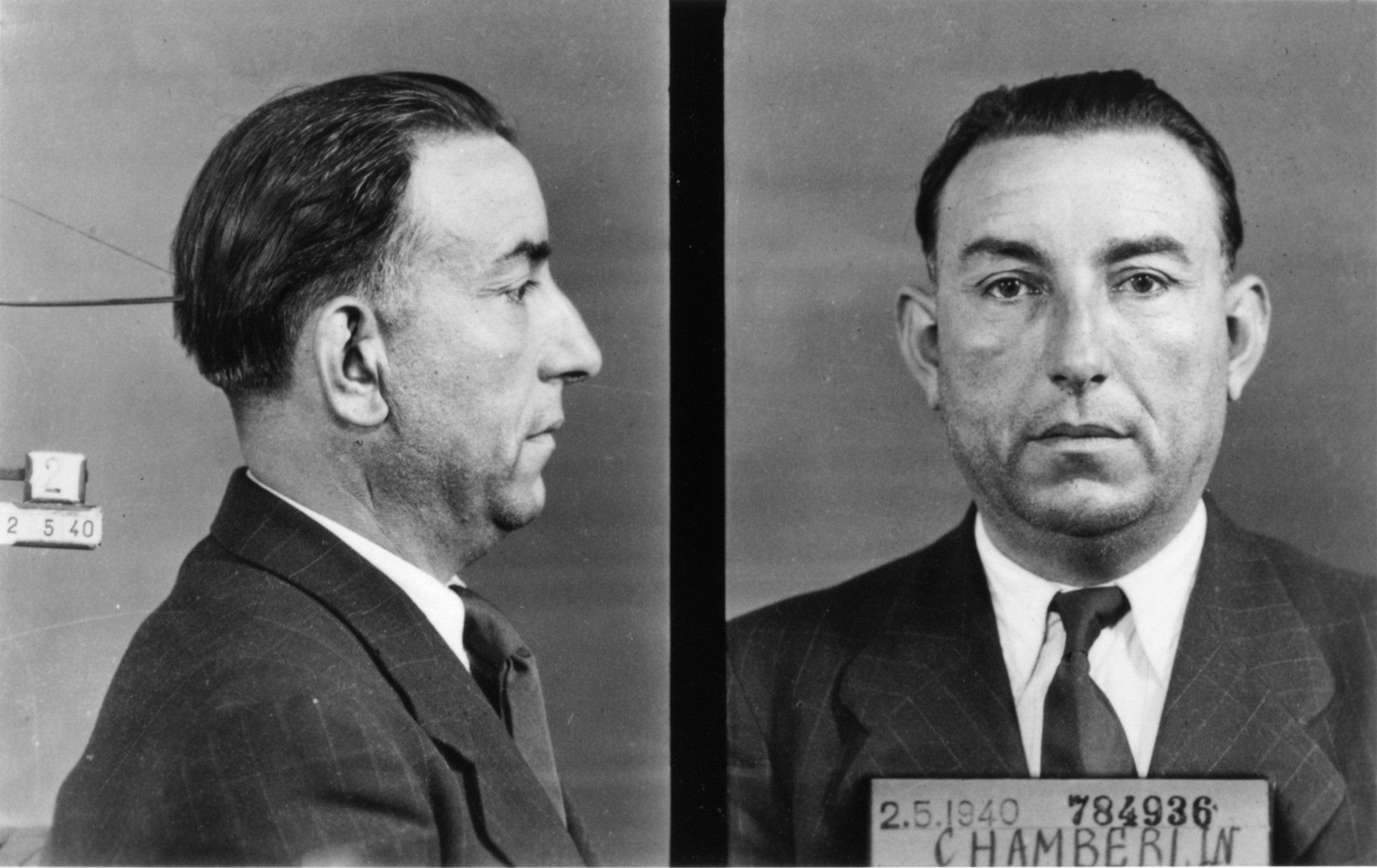
Henri Lafont en mai 1940.
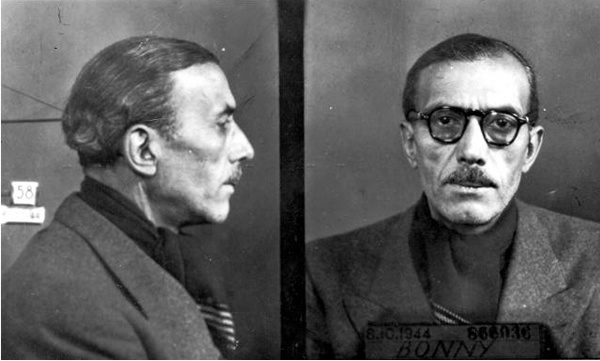
Pierre Bonny en octobre 1944.
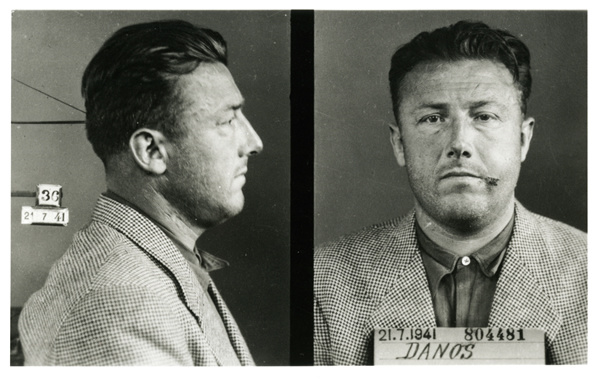
Abel Danos en juillet 1941.

Ce groupe rassemble des membres du milieu, comme les truands Henri Chamberlin dit Lafont (leur chef) ainsi qu'Abel Danos, quelques anciens policiers révoqués, en premier lieu Pierre Bonny. On compte également dans la bande l'ancien capitaine de l'équipe de France de football Alexandre Villaplane. Les liens avec l'occupant leur permettent de nombreux trafics, avec des personnages louches tels que Joseph Joanovici.
Ils sont à l’origine de la Légion nord-africaine, engagée dans la répression contre les maquis à Tulle (voir répression contre les maquis de Corrèze).
Selon le policier à la retraite Henri Longuechaud, « On peut être scandalisé par le chiffre de 30 000 à 32 000 souvent avancé [comme effectifs de la Carlingue]… À Paris, lorsque l’occupant lance un avis de recrutement pour 2 000 policiers auxiliaires à son service, il aurait reçu pas moins de 6 000 candidatures ». Selon David Alliot, il est plus réaliste de parler de 300 collaborateurs réguliers de la Carlingue ; si l'on ajoute les collaborateurs ponctuels ou occasionnels, le nombre de 300 à 500 est vraisemblable.
Les principaux membres ont été jugés et condamnés à mort à la Libération.
Une officine parallèle a été créée en 1942 au 3-5, rue Mallet-Stevens après l'arrestation d'Éric et Hélène Allatini.
Le 3 bis place des États-Unis a par ailleurs servi de lieu de détention, d'exécution, de stockage et de réception.

## Personnes liées au 93 rue Lauriston
- Georges Boucheseiche, sorti de prison par l'inspecteur Pierre Bonny pour en faire un agent de la Gestapo française, il rejoindra le gang des Tractions Avant ;
- Abel Danos, malfaiteur, membre du Milieu et agent de 1941 à 1944 ;
- Pierre Loutrel, plus connu sous le surnom de « Pierrot le Fou », ennemi public numéro 1 ;
- Corinne Luchaire, actrice française, elle participa à des soirées organisées par la Gestapo française ;
- Auguste Ricord, membre, principal fondateur et trafiquant de la French connection ;
- Alexandre Villaplane, ancien capitaine de l'équipe de France de football, trafiquant, il rejoint la Gestapo de la rue Lauriston.
- Raymond Monange, il fait son entrée dans la bande à Lafont et participera comme cadre à la création de la Légion nord-africaine.
- Adrien Estebeteguy[6], surnommé « la main froide » ou « le Basque »[7], bayonnais d'origine, qui finira assassiné par le docteur Petiot[8].

### Études et essais
- David Alliot, La Carlingue : La Gestapo française du 93, rue Lauriston, Paris, Tallandier, 2024, 556 p. (ISBN 979-10-210-3643-7)
- Grégory Auda, Les belles années du « milieu », 1940-1944 : le grand banditisme dans la machine répressive allemande en France, Paris, Michalon, 2002, 254 p. (ISBN 2-84186-164-3, OCLC 50493997). Réédition : Grégory Auda, Les belles années du « milieu », 1940-1944 : le grand banditisme dans la machine répressive allemande en France, Paris, Michalon, 2013, 2e éd., 253 p. (ISBN 978-2-84186-678-6).
- Philippe Aziz, Au service de l'ennemi : la Gestapo française en province 1940-1944, Paris, Fayard, 1972, 186 p. (OCLC 417371268).
- Philippe Aziz, Tu trahiras sans vergogne : histoire de deux collabos, Bonny et Lafont, Paris, le Livre de poche, coll. « Le Livre de poche » (no 3457), 379 p. (OCLC 1206738).
- Jean-Marc Berlière, « « Gestapo de la rue Lauriston » : la bande Lafont-Bonny », dans Polices des temps noirs : France, 1939-1945, Paris, Perrin, 2018, 1357 p. (ISBN 978-2-262-03561-7, DOI 10.3917/perri.berli.2018.01.0487 , présentation en ligne), p. 487-495.
- Luc Briand, Alexandre Villaplane, capitaine des Bleus et officier nazi, Paris, Plein Jour, 2022, 271 p. (ISBN 978-2-370-67074-8, OCLC 723952731)
- Jacques Delarue, Trafics et crimes sous l'Occupation, Paris, Fayard, coll. « Grands documents contemporains », 1993 (1re éd. 1968), 496 p. (ISBN 978-2-21303-154-5, OCLC 722598561)Édition revue et augmentée.
- Cyril Eder, Les Comtesses de la Gestapo, Paris, Grasset, 2006, 257 p. (ISBN 978-2-246-67401-6, OCLC 723952731)
- Serge Jacquemard, La Bande Bonny-Lafont, Paris, Fleuve noir, coll. « Crime story » (no 10), 1992, 217 p. (ISBN 978-2-265-04673-3, OCLC 40382542)
- Jean-François Miniac, Les Grandes Affaires criminelles du Doubs, Romagnat, De Borée, 2009, 362 p. (ISBN 978-2-84494-959-2, OCLC 690431283). (sur le carlingue Roger Griveau)
- Patrice Rolli, La Phalange nord-africaine (ou Brigade nord-africaine, ou Légion nord-africaine) en Dordogne: Histoire d'une alliance entre la Pègre et la Gestapo (15 mars-19 août 1944), Éditions l'Histoire en Partage, 2013, 189 pages (sur Alexandre Villaplane et Raymond Monange essentiellement)

### Littérature
- Patrick Modiano, La Place de l'étoile, Paris, Gallimard, coll. « Folio » (no 698), 1975 (1re éd. 1968), 210 p. (ISBN 978-2-07-036698-9, OCLC 769086437).

## Filmographie
- Stella, film de Laurent Heynemann, 1983
- Lacombe Lucien, film de Louis Malle, 1974
- Le Bon et les Méchants, film de Claude Lelouch, 1974
- 93, rue Lauriston, téléfilm de Denys Granier-Deferre, 2004
- La douleur, film d'Emmanuel Finkiel, 2017